# Aperture (rivista)
Aperture è una rivista statunitense di fotografia, fondata nel 1952 a New York. Viene pubblicata trimestralmente da Aperture Foundation ed è diffusa sia a livello locale che internazionale.

## Storia
La rivista è stata fondata nel 1952 da un consorzio di fotografi e sostenitori della fotografia: Ansel Adams, Barbara Morgan, Beaumont Newhall, Dorothea Lange, Minor White, Nancy Newhall.
Le dimensioni della rivista erano inizialmente modeste (9 3/8 da 6 ¼ pollici), e nei suoi primi due decenni le fotografie discusse e pubblicate nelle sue pagine erano esclusivamente in bianco e nero (la modalità preferita della maggior parte dei fotografi d'arte dell'epoca).
Aperture, Inc., divenne una fondazione senza fini di lucro nel 1963. Il 24 giugno 1976, Minor White morì di infarto dopo una malattia prolungata. Il 13 dello stesso anno, con il numero 77, la rivista passò a un nuovo sistema di numerazione e il suo formato è stato ingrandito. Nel 1979, con il numero 82, fu svelato un nuovo design di Malcolm Grear; da questo punto, il formato e l'aspetto di Aperture sono rimasti sostanzialmente invariati per oltre vent'anni.
Per celebrare l'anno giubilare della rivista, nel 2002, Aperture ha pubblicato il libro Photography Past / Forward: Aperture at 50, con fotografie d'epoca e opere mai pubblicate prima, e una storia completa della rivista e la fondazione del veterano Aperture che ha contribuito editore RH Cravens. La pubblicazione apparve anche come numeri 168 e 169 della rivista. Il cinquantesimo anniversario di Aperture è stato commemorato con una serie di mostre in cinquanta sedi in tutta New York.
Negli anni successivi alla morte di Michael Hoffman, la fondazione era guidata da una serie di direttori ad interim, poi da Ellen Harris (2003-2007) e Juan García de Oteyza (2008-10). Nel 2005 Aperture si è trasferito nella sua attuale posizione a 547 West 27th Street, nel quartiere Chelsea di New York. Nel 2010 Chris Boot è stato nominato direttore esecutivo della fondazione, iniziando i suoi compiti nel 2011.
Insieme alla sua edizione cartacea, Aperture ha iniziato una versione online della rivista nel 2011. Dall'autunno 2011, The PhotoBook Review (una pubblicazione di libri di giornale) è stata distribuita due volte l'anno agli abbonati di Aperture, con ogni altro numero della rivista.
Nel 2012, il sessantesimo anniversario di Aperture è stato commemorato con la pubblicazione di Anthology - The Minor White Years, 1952-1976: una raccolta di scritti e documenti tratti dalla pubblicazione del primo quarto di secolo della rivista, curata da Peter Bunnell. Lo staff editoriale della rivista ha messo in atto piani per un importante rilancio di Aperture, con una nuova attenzione al cambiamento dello stato della fotografia.

## Periodicità
Aperture viene pubblicato quattro volte l'anno: in primavera, estate, autunno e inverno. Presenta fotografie di fotografi affermati ed emergenti. Ogni numero è di solito a tema e include scritti di critici, studiosi, professionisti della fotografia e altri coinvolti nel campo della fotografia.

## Numeri famosi
- Aperture, volume 1, numero 1 (1952) – In questo numero sono indicati gli obiettivi della rivista:
- Light, volume 14, numero 1 (1968) – Il primo dei quattro numeri di Aperture che ha accompagnato le mostre organizzate da Minor White alla Hayden Gallery del Massachusetts Institute of Technology (MIT)
- The Body in Question volume 121 (1980) – Questo numero, il primo a cura di Melissa Harris, fu il primo ad affrontare i temi della censura e delle immagini del corpo nell'ambito fotografico.
- 40th Anniversary, numero 129 (autunno 1992) – Per commemorare i quattro decenni della pubblicazione di Aperture, questo numero include un compendio di fotografie e scritti degli amici della rivista, con un'immagine di copertina commissionata dall'artista Robert Rauschenberg.
- 50th Anniversary, numeri 168-169 (autunno/inverno 2002) – Una raccolta retrospettiva di fotografie, con una storia testuale del primo mezzo secolo di Aperture ad opera dell'autore R. H. Cravens (pubblicato anche come libro di copertina a copertina rigida, intitolato Photography Past / Forward: Aperture at 50.
- Hello, Photography, numero 210 (primavera 2013) – È il primo numero dopo il rilancio della rivista; questa pubblicazione contiene molte opinioni sulla direzione che lo strumento fotografico prende nel corso degli anni.

## Premi e riconoscimenti
- Nel 1999 vince i Pictures of the Year International Awards (POYi) nella categoria Best Use of Photography in a Magazine ("migliore uso della fotografia in una rivista").
- Nell'inverno del 2004 vince i National Magazine Awards nella categoria General Excellence.

Per quanto riguarda i National Magazine Awards, Aperture è finalista nelle edizioni del 2006 e dal 2008 al 2011 nella categoria General Excellence, finalista nel 2007 nella categoria Photojournalism ("fotogiornalismo"), finalista negli anni 2005 e 2006 nella categoria Photo Portfolio/Photo-Essay.